# IMEISV
IMEISV (ang. International Mobile Station Equipment Identity Software Version) – kod identyfikujący telefon komórkowy.
Składa się z następujących elementów:
- Kodu zatwierdzenia typu TAC (Type Approval Code) – kod FAC (Final Assembly Code) (TAC) o długości 6 cyfr,
- Kodu końcowego zestawienia urządzenia FAC (Final Assembly Code), identyfikującego miejsce końcowego etapu produkcji. zestawienia urządzenia o długości 2 cyfr,
- Numeru kolejnego (SNR), tj. indywidualnego numeru kolejnego jednoznacznie identyfikującego każde urządzenie wśród innych mających te same TAC i FAC o długości 6 cyfr,
- Numeru wersji oprogramowania (SVN), identyfikującego numer wersji oprogramowania danego urządzenia ruchomego, o długości 2 cyfr.

Schemat budowy międzynarodowego numeru identyfikacyjnego urządzenia stacji ruchomej, uwzględniającego wersję oprogramowania (IMEISV):
6 cyfr (TAC) + 2 cyfry (FAC) + 6 cyfr (SNR) + 2 cyfry (SVN) = IMEISV (16 cyfr).
Każdy element IMEISV może zawierać tylko liczby dziesiętne.
Producent znakując urządzenia, zabezpiecza TAC, FAC i SNR przed nieupoważnionymi zmianami. Kod zatwierdzenia typu TAC ustala instytucja centralna, a miejsca końcowego zestawienia urządzenia FAC koduje producent.